# الاختبار (قصة قصيرة)
الاختبار (بالألمانية: Die Prüfung) قصة قصيرة ألمانية من تأليف الكاتب التشيكي فرانز كافكا. وهي أقرب أن تكون حكاية رمزية بدلاً من قصة، وهي تمتلك الغموض الذي يحيط معظم أعمال كافكا. القصة هي عبارة عن محادثة بين رجلين، والاختبار هو في ذهن أحدهما، إذ يراقب الآخر ويرى إن كان سيتصرف بالطريقة التي كان يتوقعها.

## وصلات خارجية
- الاختبار، على كتب جوجل.
- الاختبار، على الفهرس العالمي.
- الاختبار، على AbeBooks.